# Nesticus iriei
Nesticus iriei là một loài nhện trong họ Nesticidae.
Loài này thuộc chi Nesticus. Nesticus iriei được Takeo Yaginuma miêu tả năm 1979.